# کازابلانکا (آریزونا)
کازابلانکا (به انگلیسی: Casa Blanca) یک منطقهٔ مسکونی در ایالات متحده آمریکا است که در شهرستان پاینال، آریزونا واقع شده‌است. کازابلانکا ۴۰٫۹۱ کیلومتر مربع مساحت و ۳٬۳۶۳ نفر جمعیت دارد.